# 二十五年後 〜フラカンの日比谷野音 2022と1997〜
『二十五年後 〜フラカンの日比谷野音 2022 と 1997〜』（にじゅうごねんご〜フラカンのひびややおん2022と1997〜）は2023年2月25日に発売されたフラワーカンパニーズの映像作品である。

## 概要
2022年9月23日、フラワーカンパニーズ結成33周年、メンバー全員50代、コロナ禍という状況で迎えた８回目の日比谷野音ワンマンライブ『ゾロ目だョ全員集合！〜フラカン33年、野音99年〜』の映像と、25年前の1997年10月12日、結成8年、20代、初めての日比谷野音ワンマン（初めての生中継、スペースシャワーTV放映）の映像をカップリング収録し、完全生産限定で発売された。Blu-ray2枚組。

## 収録曲

### DISC 1(CSRVD-3)
「ゾロ目だョ全員集合！〜フラカン33年、野音99年〜」2022.9.23 日比谷野外大音楽堂
1. 夢の列車
2. 行ってきまーす
3. 揺れる火
4. モンキー
5. ヒコーキ雲
6. パンクはうまく踊れない
7. ピースフル
8. 借りもの競走
9. ロックンロールバンド
10. 東京ルー・リード
11. 人間の爆発
12. 深夜高速
13. こちら東京
14. 少年
15. 友達100万人
16. 恋をしましょう
17. まずはごはんだろ?
18. マイ・スウィート・ソウル
19. 夜明け
この曲よりアンコール
20. 見晴らしのいい場所
21. プラスチックにしてくれ
22. サヨナラBABY

### DISC 2(CSRVD-4)
「フラカンの日比谷野音ワンマンショウ」1997.10.12 日比谷野外大音楽堂
（– LIVE SHOWER SPECIAL – produced by SPACE SHOWER TV ）
1. Opening Jam
2. アイ・アム・バーニング
3. フェイクでいこう
4. 最高の夏
5. 小さな巨人
6. どろぼう
7. ライトを消して走れ
8. ヒコーキ雲
9. 落ち葉
10. あったかいコーヒー
11. 孤高の英雄
12. むきだしの赤い俺
13. 夢の列車
14. Jam II
15. 俺たちハタチ族
16. 買いものへ行こう
17. 恋をしましょう
18. 雨よ降れ
この曲よりアンコール
19. なんとかなりそう
20. 冬のにおい
21. ロックンロール・タイフーン